# Křečkov
Křečkov (en allemand : Kretschkow) est une commune du district de Nymburk, dans la région de Bohême-Centrale, en République tchèque. Sa population s'élevait à 409 habitants en 2020. 

## Géographie
Křečkov se trouve à 5 km à l'est de Nymburk et à 50 km à l'est-nord-est de Prague.
La commune est limitée par Budiměřice au nord, par Kouty au nord et à l'est, par Pátek au sud-est, et par Poděbrady au sud et à l'ouest.

## Histoire
La première mention écrite de la localité date de 1345.

## Transports
Křečkov se trouve à 8,5 km de Nymburk et à 61 km de Prague.